# نسیم بهاری
نسیم بهاری نام یک آلبوم موسیقی اثر  شهرداد روحانی، هنرمند ایرانی است که در سبک سمفونی تهیه شده و دارای ۱۱ آهنگ است. 

## فهرست آهنگ‌ها
| ردیف | آهنگ            |
| ۱    | Cry in vain     |
| ۲    | Dance of spring |
| ۳    | Sweet moment    |
| ۴    | New morning     |
| ۵    | Golden dream    |
| ۶    | Epic            |
| ۷    | Ozra            |
| ۸    | Motherland      |
| ۹    | Freedom         |
| ۱۰   | Asian game      |
| ۱۱   | Esfahan         |